# Fulacht fiadh
Fulachta fiadh (wym. fulacht fija, irl. fulacht fiadh lub fulacht fian, l.mn. fulachtaí fia, w starszych tekstach także fulachta fiadh). W Anglii, Walii, Szkocji i na Wyspie Man zwane burn mounds. W Szwecji znane pod nazwą „Skaervstenshoagar”. Rodzaj stanowiska archeologicznego w Irlandii. 
W Irlandii zarejestrowano ponad 4500 przykładów fulachta fiadh i są jednymi z najczęściej spotykanych rodzajów stanowisk archeologicznych na wyspie. W samym Hrabstwie Cork zarejestrowano ich ponad 2000.

## Konstrukcja
Fulacht fiadh przybierają bardzo rozmaite formy hałdy przepalonych kamieni wymieszanych z węglem drzewnym i popiołem od okrągłych w planie, przez owalne, „gruszkowate”, „podkowiaste” po nieregularne formy. Czasem w pobliżu fulachtaí fia rejestrowane są inne pozostałości osadnictwa.
Typowy fulacht fiadh składa się z trzech części: 
- hałdy przepalonych kamieni pozostałych po procesie gotowania wody;
- paleniska lub palenisk, gdzie kamienie były rozgrzewane;
- „koryta”, ang. trough, skonstruowanego z desek drewnianych, kamieni lub plecionki z gałęzi w którym podgrzewano wodę. Czasami pod hałdą znajdowano kilka tego typu obiektów.

Fulachtaí fia położone są z reguły w pobliżu naturalnych zbiorników wodnych (strumieni, rzek) i na terenach podmokłych. Stwierdzono, że wiele z fulachtaí fia było użytkowane wtórnie.

## Etymologia
Irlandzkie fulacht oznacza jamę przeznaczoną do gotowania, natomiast fiadh jest przymiotnikiem od słowa „jeleń” lub „dzicz”.

## Datowanie
Badania, przeprowadzone metodą datowania radiowęglowego 14C, wykazały, iż większość z nich pochodzi z okresu ok. 1500–500 BC, lecz znane są przykłady datowane na neolit.

## Przeznaczenie
Istnieje kilka teorii dotyczących funkcji fulachtaí fia. Jedna z nich mówi o miejscu przeznaczonym do gotowania, gdzie wodę doprowadzano wysokich temperatur. Wspomina się też, iż nagrzana woda mogła służyć do kąpieli, prania ubrań lub podczas procesów farbowania tkanin i wyprawiania skór. Nakrycie konstrukcji prowizorycznym dachem mogło również służyć jako rodzaj sauny. Niewykluczone, że fulachtaí fia mogły spełniać wszystkie ww. funkcje, wymagające gorącej wody. 
W roku 2007 wysunięto nową teorię, sugerującą jakoby fulachtaí fia służyły do produkcji piwa. Do podgrzanej wody (do temp. ok. 65 °C) wrzucano jęczmień i po ok. 45 minutach przelewano roztwór do oddzielnych naczyń, dodając drożdże oraz zioła i pozostawiając płyn do fermentacji. 